# Eddie Casey
Edward Lawrence Casey (16 de mayo de 1894 - 26 de julio de 1966) fue un jugador y entrenador en jefe de fútbol americano. 
Jugó al fútbol americano universitario en Harvard en 1916 y sirvió en la Armada de los Estados Unidos durante la Primera Guerra Mundial durante dos años. Regresó a Harvard en 1919, ayudando a la universidad a tener una temporada invicta en ese año (9-0-1) y a ganar el Rose Bowl ante Oregon por un marcador de 7-6 siendo nombrado como All-American. 
Dirigió a la Universidad de Tufts de 1922 a 1925 finalizando con una marca de 15-16-2. Regresó a Harvard en 1931 para dirigir a su exequipo por un período de cuatro años, terminando con una marca de 20-11-1.
Casey también jugó como profesional en 1920 para los Buffalo All-Americans; también fue entrenador en jefe de los Washington Redskins de la National Football League en 1935 y los Boston Bears de la AFL en 1940.
Después de su actividad deportiva profesional se retiró para convertirse en empresario privado y empleado de gobierno. Murió en 1966. Fue seleccionado para el Salón de la Fama del Fútbol Americano Universitario en 1968.